# 체자레 보르자
체자레 보르자(이탈리아어: Cesare Borgia [ˈtʃeːzare ˈbɔrdʒa][*], 카탈루냐어: Cesare Borgia 세저르 보르저[ˈsɛzər ˈβɔrʒə], 스페인어: César Borja 세사르 보르하[ˈθesar ˈβorxa][*]: 1475년 9월 13일 – 1507년 3월 12일)는 르네상스 시대, 발렌티노와 로마냐의 공작이자, 안드리아와 베나프로의 군주이며, 디오이스의 백작, 피옴비노·카메리노·우르비노의 지배자인 동시에 교회군의 총사령관이자 장관이면서, 스페인과 이탈리아의 용병대장이며, 전직 추기경이다.
교황 알렉산데르 6세의 사생아인 그는 형제로는 루크레치아 보르자와 스퀼라체 공작 호프레 보르자, 간디아 공작 후안 보르자가 있으며, 어머니를 알 수 없는 배다른 형제로는 돈 페드로 루이스 데 보르자와 지롤라모 데 보르자가 있다.

## 생애

### 출생
체사레 보르자의 삶의 모든 부분이 거의 그렇듯, 그의 출생날짜 역시 논란의 대상이 되고 있다. 그러나 그가 추기경 로드리고 보르자(훗날의 교황 알렉산데르 6세)와 그의 애인 반노차 카타네이 사이에서 1474년과 1476년 중에 로마에서 태어났다는 것은 거의 정설로 받아들여지고 있다.
보르자 가문은 원래 스페인 계열이었지만, 체사레의 종조부이면서 발렌시아 교구장인 알폰소 보르자(1378-1458)가 1455년에 교황 갈리스토 3세로 선출되면서 15세기 중반에 지위가 크게 상승했다. 체사레의 아버지인 알렉산데르 6세는 그의 애인인 반노차와 관계하여 낳은 아이들을 공공연히 자신의 친자식으로 인정한 첫 번째 교황이었다.
이후 교황 식스토 4세는 체사레에게 수여한 로마 교황의 교서에서 그의 탄생을 증명해야 할 필요가 없다고 알렸다.

### 젊은 시절
어린 시절의 체사레는 갈색 눈과 검은 머리의 어여쁜 아이로 알려졌으며, 커가면서 차츰 아버지를 닮아가 훤칠한 외모와 빠른 걸음, 큰 키 그리고 끝없는 야심을 가진 남자로 성장하였다. 알렉산데르6세는 후안을 군인으로 체사레를 종교인으로 키울 생각으로 그를 처음에 교회에서 수행토록 하였다. 그래서 겨우 열다섯 살의 나이에 팜플로나의 주교로 임명되었다.
체사레가 피사와 페루자에서 학교에 다니며 법학을 공부할 즈음, 그의 아버지가 콘클라베에서 새 교황으로 선출되자 불과 열여덟 살의 젊은 나이에 추기경으로 서품받았다. 알렉산데르 6세는 자기 가문의 영달을 위해 아들들에게 희망을 걸어 체사레의 형제인 후안을 교회군 총사령관으로 임명하여 교황청의 군대를 이끌도록 하였다. 그러나 1497년에 후안이 암살당하면서 그의 빈자리를 체사레가 차지하게 되었다. 후안의 암살의 배후에 체자레가 관여하고 있다는 소문이 당시에 파다했다고 한다.
1498년 8월 17일, 체사레는 역사적으로 추기경직을 사임한 첫 번째 사람이 되었다. 그 대신 그는 프랑스의 루이 12세로부터 발렌티노 공작의 작위를 받았고, 이후 그는 ‘발렌티노(Valentino)’라는 애칭으로 불렸다.

### 군사적 업적
알렉산데르 6세는 체사레를 후원해줄 힘이 있었고, 그러한 아버지의 전적인 지원을 바탕으로 체사레는 기초부터 시작하여 차근차근 자신의 업적을 쌓아갔다. 아버지에 의해 교황군의 총지휘관으로 지명받은 체사레는 교황청의 권위 회복과 교황청에 굴복하지 않는 이탈리아의 군소 도시들을 정복하는 임무를 띠고 파병되었다.
이론적으로 이탈리아의 소참주들은 교황으로부터 ‘교황 대리’라는 관명을 하사받아 각자 자신이 부여받은 지방을 다스리는 것이었지만, 세월이 흘러 교회의 권위가 실추하면서 차츰 저마다 하나의 독립국으로서의 체제를 확립하여 사실상 교황령으로부터 독립했거나 다른 강대국에 의존하는 상황이었다.
알렉산데르 6세의 소원대로 체사레가 프랑스의 원조를 받아 이탈리아 중부 로마냐 지방에 자신의 나라(로마냐 공국)를 세움에 따라 나폴리 왕국, 피렌체 공화국, 밀라노 공국, 베네치아 공화국 등과 어깨를 나란히 할 수 있었다.
또한, 이 당시 체사레 보르자는 한때 레오나르도 다 빈치를 자신의 군 건축가와 기술자로 고용하기도 하였다.

### 말년
체사레는 군인은 물론 정치가로서도 매우 유능한 인재였지만, 교황의 후원 없이는 혼자서 아무것도 할 수 없었다. 그래서 알렉산데르 6세의 선종은 곧 체사레의 몰락을 뜻하였다.
1503년 알렉산데르 6세가 말라리아로 인한 고열과 구토로 쓰러져 선종하면서 체사레의 화려한 경력에도 종지부를 찍을 수밖에 없었다. 거기에는 교황과 체사레가 함께 독살 후 재산을 차지하려 했던 한 추기경이 먼저 둘을 초대해서 천천히 효과가 발휘되는 독이 든 음식을 먹게 하여 암살했다는 이야기가 있다.
그에게 동정적이었던 새 교황 비오 3세가 얼마 못 가 선종한 후 과거 알렉산데르 6세의 정적이었던 교황 율리오 2세가 등극하게 된 것이다. 율리오 2세 휘하의 사람들은 체사레를 모함하였고 결국 체사레는 산탄젤로 성의 지하교도소에 투옥되었다.
1504년에 스페인으로 추방당한 체사레는 그곳의 포로로 전락하였다. 메디나 델 캄포의 모타 성에 갇혀 지낸 지 2년 만에 탈출에 성공한 그는 처남 장 2세 달브레 백작, 카탈리나 여왕 부부의 나바라 왕국으로 도주하였다. 1507년 체사레는 비아나 포위공격 때 수많은 자상을 입고 사망하였다.
사후 스페인 북부 비아나 지역의 산타 마리아 성당에 묻혔지만, 죄인을 묻을 수 없다는 교회의 반발로 무덤을 파헤치고 유해를 길가에 묻었다. 그러나 2007년 스페인의 한 대주교가 시청에 있는 그의 무덤을 교회로 이장하도록 허락했다고 한다.

## 평가
니콜로 마키아벨리는 피렌체 공화국의 대사관 겸 비서로서 체사레를 만나 협상한 적이 있었는데, 이후로 그는 체사레를 크게 존경하게 된다.
마키아벨리는 1502년 10월 7일부터 1503년 1월 18일까지 보르지아의 저택에서 지냈다. 이 기간에 그는 정기적으로 급송 공문서를 피렌체에 있는 상관들에게 보냈고 그 문서들은 대부분 오늘날까지 남아 마키아벨리의 작품집으로 출판되고 있다. 마키아벨리는 자신의 저서 《군주론》에서 체사레의 공적과 전략을 다수 인용하였고 그를 본받을 것을 권고하였다.
그 중에서도 특히 체사레의 두 가지 무용담은 마키아벨리에게 매우 큰 인상을 남겼다. 첫 번째 무용담은 체사레가 로마냐를 진압한 과정으로 《군주론》의 제17장에 기술하였으며, 두 번째 무용담은 1503년 새해의 밤에 체사레가 세니갈리아에서 자신의 정적들을 암살한 이야기이다.
보르자에 대한 마키아벨리의 찬사는 언제나 논쟁의 중심에 있다. 어떤 학자들은 《군주론》이 20세기 범죄의 선구자 노릇을 했다고 주장하며, 맥컬리와 액턴을 포함한 다른 학자들은 시간에 따른 타락과 일반적인 범죄의 영향과 같은 폭력에 대한 찬사를 설명하기도 한다.
알렉상드르 뒤마는 자신의 저서 《유명한 범죄》의 첫 번째 책에서는 보르자 시대 당시 예수 그리스도를 그린 작품들 가운데 일부는 체사레 보르자를 모델로 삼아 그렸고 그 시대 이후 만들어진 예수의 이미지에 다분히 영향을 미쳤다고 주장하기도 하였다.

## 결혼과 아이들
1499년 5월 10일, 체사레는 알브레 백작의 여동생인 샤를로트 달브레(1480년 ~ 1514년 3월 11일)와 결혼하였다.
체사레는 그녀와의 사이에 딸 하나(루이사 보르자)를 두었다. 현재까지 알려진 바에 따르면, 체사레는 적어도 열한 명의 사생아를 두었는데 그중에는 이사벨라 콘테사 디 카르피와 결혼한 지롤라모 보르자도 있다.

## 같이 보기
- 보르자가
- 교황 알렉산데르 6세
- 루크레치아 보르자
- 이탈리아 전쟁